# 1904
Évszázadok: 19. század – 20. század – 21. század
Évtizedek: 1850-es évek – 1860-as évek – 1870-es évek – 1880-as évek – 1890-es évek – 1900-as évek – 1910-es évek – 1920-as évek – 1930-as évek – 1940-es évek – 1950-es évek
Évek: 1899 – 1900 – 1901 – 1902 –  1903 – 1904 – 1905 – 1906 – 1907 – 1908 – 1909

## Események

### Határozott dátumú események
- február 6. – A Japán Birodalmi Haditengerészet megindítja az első támadásait az orosz haditengerészet ellen, az orosz–japán háború kezdete.[1]
- március 19. – X. Piusz pápa kiad egy motu propriót, amelyben elrendeli a latin egyház kánonjogának felülvizsgálatát és kodifikálását. (Az új gyűjtemény, a Codex Juris Canonici (Kánonjogi kódex) 1917-re készült el.)[2]
- április 8. – Londonban aláírják a francia-angol gyarmati egyezményt (az antant kezdete).[3]
- április 12–13. – Szerbia és Bulgária a mürzstegi egyezménynek megfelelő megállapodást köt.[4]
- május 5. – František Veselovský szlovák ellenzéki parlamenti képviselőt a pozsonyi törvényszék egyévi börtönbüntetésre ítéli, a magyar nemzet elleni izgatásért.[5]
- június 12. – Újjáalakul az Apponyi Albert vezette Nemzeti Párt.
- június 15. – A PS General Slocum kirándulóhajó katasztrófája
- július 28. – Szentpéterváron eszer forradalmárok meggyilkolják Vjacseszlav Konsztantyinovics von Plehve orosz belügyminisztert.
- október 20. – Sir John Fisher tengernagyot nevezik ki a Brit Haditengerészet élére (első tengeri lorddá).[6]
- október 26. – A Körber-féle osztrák kormány átalakításakor az ócseh párti Antonín Randa személyében ismét betöltik a cseh tartományi miniszteri tárcát.[5]
- november 1. – A Csehszláv Szociáldemokrata Munkáspárt VI. kongresszusán a küldöttek elutasítják a polgári pártokkal való együttműködés taktikáját, s mint a politikai harc eszközét elfogadják az általános sztrájkot.[5]
- november 13. – A Lengyel Szocialista Párt (PPS) oroszellenes tüntetést szervez Varsóban, tiltakozásul az orosz-japán háború kapcsán a lengyeleknek az orosz hadseregbe történő behívása ellen.[7]
- november 18. – Az Országgyűlés új házszabályt fogad el, mely nem teszi lehetővé az obstrukciót (zsebkendőszavazás).[8]
- november 19. – Az ellenzék közös „vezérlőbizottságának” felállításával megalakul a szövetkezett ellenzék.[9]
- november 28. – Szerbia kereskedelmi szerződést köt Németországgal.[4]
- december 13. – Botrányos ülés az Országgyűlésben (Az újra összeült parlamentben az ellenzéki képviselők lehetetlenné tették az ülés megtartását és heves ordibálás és vitatkozás közepette gyakorlatilag szétrombolták a terem berendezését; annak darabjaival még a kiérkező karhatalmi erőkre is rátámadtak.)[10]
- december 22. – A Horvát Népi Parasztpárt megalakítása.[4]
- december 29. – A Horvát Haladó Párt megalakítása.[4]

### Határozatlan dátumú események
- az év folyamán –
  - A hegy- és dombvidékek vízenergiájának hasznosítására Magyarországon több helyen épül vízerőmű. (Például Besztercebányán, Boksánbánya mellett, a Felka-patakon, Eperjesen, Resicabányán)[11]
  - Porosz-Lengyelországban a porosz kormány letelepedési törvényt ad ki, melyben megtiltják, hogy lengyel telepesek a felparcellázott telkeken lakó- és gazdasági épületeket emeljenek. (A porosz kormány célja, hogy lengyel területeken német gazdagparasztok letelepítése.)[7]
- december – Pénzügyi egyezmény Magyarország és Horvátország között, ami gyakorlatilag nem hoz semmilyen lényeges gazdasági változást.[4]

## Az év témái

### 1904 a filmművészetben
- Utazás a lehetetlenbe – Georges Méliès

### 1904 az irodalomban
- Csehov Cseresznyéskert (dráma).

### 1904 a sportban
- május 12. – november 18. III. nyári olimpiai játékok megrendezése St. Louis-ban, 11 ország sportolóinak részvételével.
- május 21. – A FIFA megalapítása Párizsban.
- Az MTK nyeri az NB 1-et. Ez a klub első bajnoki címe.

### 1904 a tudományban
- John Ambrose Fleming elkészíti az első elektroncsövet (dióda).
- Joseph John Thomson atommodellje.
- Ramón y Cajal neuron-tana.

### 1904 a zenében
- november 18. – Kacsóh Pongrác János vitéz c. daljátékának bemutatója – Király Színház, Budapest.
- Bartók Béla megírja a Rapszódia zongorára és zenekarra c. művét.

## Születések
- január 11. – Németh Andor magyar földbirtokos, közgazdász, újságíró, lapszerkesztő, országgyűlési képviselő († 1983)
- január 22. – Arkagyij Petrovics Gajdar, orosz ifjúsági író († 1941)
- január 27. – Gaál József bugaci főintéző († 1993)
- január 29. – Gallai Rezső, Magyarország legidősebb férfi állampolgára († 2014)
- február 10. – Bitskey Zoltán, úszó, edző († 1988)
- február 14. – Hans Morgenthau, amerikai jogász, politikatudós († 1980)
- február 25. – Török Sándor, író († 1985)
- február 28. – Tabák Lajos, a magyar szociofotográfia megteremtője, legkiemelkedőbb alkotója († 2007)
- március 1. – Glenn Miller amerikai zenész († 1944)
- március 3. – Pálffy József magyar földbirtokos, főispán, országgyűlési képviselő († 1988)
- március 4.
  - George Gamow fizikus († 1968)
  - Vlaj Lajos szlovéniai magyar nemzetiségi politikus, költő († 1966)
- március 10. – Kellner Béla orvos, onkológus, az MTA tagja († 1975)
- április 7. – A. Tóth Sándor, festőművész, bábművész, rajztanár († 1980)
- április 18. – Barsi Ödön, magyar színész, író, rendező († 1963)
- április 22. – Robert Oppenheimer amerikai fizikus († 1967)
- május 5. – Greguss Zoltán színész († 1986)
- május 6. – Moshe Feldenkrais, a Feldenkrais-módszer megalapítója († 1984)
- május 11. – Salvador Dalí katalán-spanyol festőművész († 1989)
- május 12. – Julesz Miklós orvos, belgyógyász, endokrinológus, az MTA tagja († 1972)
- május 13. – Babos Zoltán magyar vízépítő mérnök († 1977)
- május 15. – Paul D. Harkins amerikai tábornok, a Dél-Vietnámban szolgáló az amerikai csapatok parancsnokságának első parancsnoka volt 1962 és 1964 között († 1984)
- május 17. – Jean Gabin francia színész († 1976)
- május 17. – Hincz Gyula festőművész, grafikus († 1986)
- május 23. – Palotai Boris író († 1983)
- június 2. – Johnny Weissmuller, magyarországon született (bánsági sváb) amerikai sportoló, filmszínész († 1984)
- június 11. – Ivánovics György kétszeres Kossuth-díjas orvos, mikrobiológus, bakteriológus, egyetemi tanár, az MTA tagja († 1980)
- június 26. – Peter Lorre magyar származású amerikai színész, rendező († 1964)
- július 16. – Goffredo Petrassi olasz zeneszerző († 2003)
- július 23. – Palló Imre magyar tanár, újságíró, országgyűlési képviselő († 1981)
- július 24. – Molnár Dezső magyar építészmérnök, országgyűlési képviselő († ?)
- augusztus 1. – Bálint Sándor, néprajzkutató († 1980)
- augusztus 12. – Lossonczy Tamás, Kossuth-díjas festőművész († 2009)
- augusztus 16. – Genda Minoru japán katona, a Pearl Harbor-i támadás tervezője († 1989)
- szeptember 5. – Kuthy Sándor agrokémikus, biokémikus, az MTA tagja († 1971)
- szeptember 6. – Keresztury Dezső irodalomtörténész († 1996)
- szeptember 15. – Szergej Joszifovics Jutkevics szovjet filmrendező († 1985)
- október 2. – Graham Greene amerikai író († 1991)
- október 24. – Apátfalvi Czene János festőművész († 1984)
- október 31. – Kulin Sándor magyar agrármérnök, egyetemi tanár († 1994)
- november 25. – Nádasdy Kálmán, Kossuth-díjas magyar színházi rendező, színházigazgató, színészpedagógus († 1980)
- november 25. – Urr Ida, magyar költő, orvos († 1989)
- november 27. – Rősler Endre, Kossuth-díjas magyar operaénekes (tenor) († 1963)
- november 30. – Dienes András, író, Petőfi-kutató († 1962)
- december 9. – Horthy István, Horthy Miklós kormányzó idősebb fia, kormányzóhelyettes, gépészmérnök, repülőfőhadnagy († 1942)
- december 13. – Borsos István József rajztanár, festő- és szobrászművész († 1936)
- december 14. – Petschauer Attila kardvívó, újságíró († 1943)

## Halálozások
- január 2. – James Longstreet az amerikai polgárháború konföderációs, déli erőinek egyik tábornoka volt (* 1821)
- január 31. – Ujfalvy Károly Jenő Közép-Ázsia és Nyugat-Himalája néprajzi kutatója, nyelvész (* 1842)
- március 4. – Perczel Miklós, politikus, az 1848–49 évi szabadságharcban honvéd ezredes, az amerikai polgárháborúban az északi hadsereg ezredese, Perczel Mór honvéd tábornok öccse (* 1812)
- május 5. – Jókai Mór író, országgyűlési képviselő (* 1825)
- május 10. – Sir Henry Morton Stanley walesi születésű amerikai újságíró és Afrika-kutató (* 1841)
- május 19. – Dzsamszedzsi Tata, „az indiai ipar atyja” (* 1839)
- június 15. – Szontágh Pál, Nógrád megyei földnirtokos, a főrendiház tagja, Madách Imre közeli barátja (* 1820)
- július 15. – Anton Pavlovics Csehov orosz író, drámaíró (* 1860)
- augusztus 29. – V. Murád, az Oszmán Birodalom 34. szultánja (* 1840)
- szeptember 6. – Czetz János honvéd tábornok (* 1822)
- október 13. – Lotz Károly festő (* 1833)

## Nobel-díjasok
- A Nobel-díjat a svéd Alfred Nobel alapította, 1901 óta adják át, melyet a Svéd Királyi Tudományos Akadémia ítél oda a tudomány, az irodalom és humanitárius területen kimagasló eredményt elért magánszemélyeknek, illetve intézményeknek.

| Fizikai            | Lord Rayleigh                                 |
| Kémiai             | Sir William Ramsay                            |
| Orvosi-fiziológiai | Ivan Petrovics Pavlov                         |
| Irodalmi           | Frédéric Mistral, José Echegaray y Eizaguirre |
| Béke               | Nemzetközi Jogi Intézet                       |